# Vidualitium
O vidualitium (em latim: vidualitium) ou widum (em alemão) é um termo jurídico medieval, conhecido nos direitos civil e eclesiástico.

## Provisão da viúva no ato do casamento
O termo se referia, inicialmente, às medidas tomadas pelo marido para garantir sua esposa na eventual viuvez. O vidualitium era frequentemente estipulado por lei.
Originalmente, o vidualitium consistia apenas de bens móveis. Mais tarde, ele se tornou propriedades imóveis, que eram designadas por um certificado. O vidualitium tornou-se cada vez mais equivalente ao contradote, até que, finalmente, já não eram claramente distinguíveis. O vidualitium garantia uma pensão às viúvas, pois ficavam em sua posse durante toda a vida.
No antigo direito germânico, o vidualitium era um preço de aquisição a ser pago pelo noivo ao chefe da família da noiva, a fim de receber a autoridade de tutela sobre a noiva (um príncípio chamado Mund). Mais tarde, era uma doação do marido à mulher, para provê-la na viuvez (Doarium), para usufruto em vida (Witwengut). O vidualitium era, em especial, uma garantia de sustento da viúva do monarca ou da viúva de um príncipe de uma casa nobre.
Famílias nobres que colocam seus membros do sexo feminino em mosteiros deveriam guarnecer estes, com os chamados "Widumshöfen". Para liberar as freiras nobres de qualquer trabalho, os mosteiros recebiam cortesias, juntamente com servos, para suprir as senhoras. Neste contexto, o termo "Widumshof" havia sido transferido para a paróquia, onde uma "Pfarrhof" servia como uma base económica para o sacerdote.

## Nome de um curato ou benefício paroquial

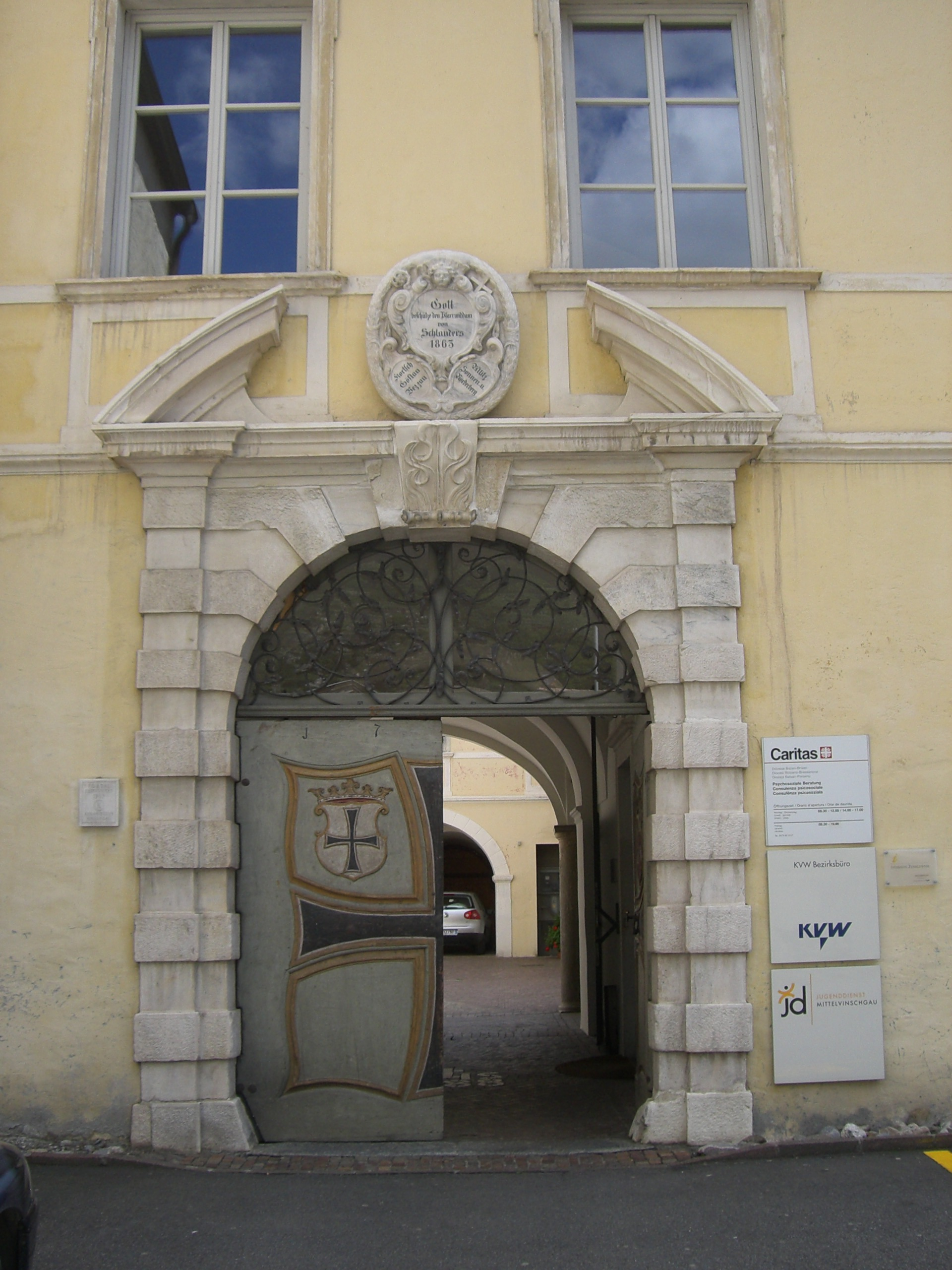
Vidualitium em Silandro

Na Baviera e no Tirol, Widum (ou Widdum) é o termo para os bens imóveis da paróquia e, especialmente, para a reitoria. No norte da Alemanha, a termo Wedeme (em baixo alemão) é usado.
Widum surgiu hoje, ainda que de forma modificada, como uma estrada local ou nome do campo e, na Áustria, como uma designação de edifícios residenciais e comerciais de uma paróquia católica. Em Lubeca, o "Wehde" é a histórica casa paroquial da Igreja de Santa Maria.
A palavra "wittum" é derivada da mesma raiz que "widmen" ('dedicar'); wittum, portanto, refere-se a uma "dedicação". Em Tirol e Tirol do Sul, ele ainda é usado como um termo para um curato. Mais tarde, provisões para uma viúva foram chamadas de "wittum", porque estes eram "bens dedicados". A ligação da palavra "wittum" com a "viúva" é considerada etimologia popular e incorreta.

## Exemplos
Um exemplo é o Castelo Calvörde, em Calvörde, Alta-Saxônia.